# Boccadasse

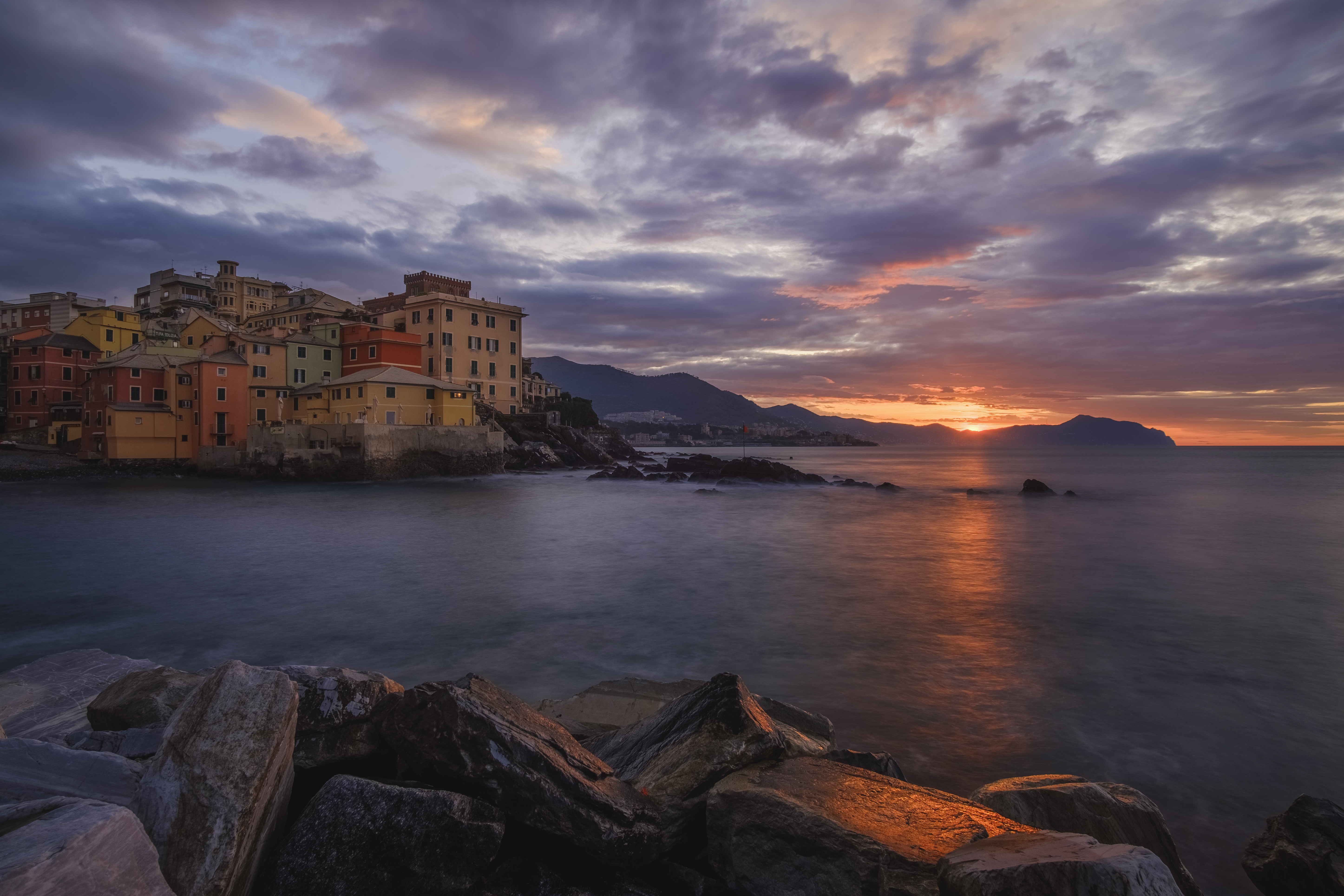
Boccadasse et le promontoire de Portofino au lever du soleil.

Boccadasse (Boca d'âze ou Bocadâze en génois) est un ancien village de marins faisant partie de la ville italienne de Gênes. Il se trouve dans les limites du quartier d'Albaro. Boccadasse est bordée à l'ouest par la Via Felice Cavallotti, par la Via Caprera au nord et par la Via Capo di Santa Chiara à l'est. Naturellement, il est délimité par la mer au sud.
L'ancien bourg se trouve à l'extrémité orientale de la promenade principale de la ville de Gênes, le Corso Italia. Le village de Boccadasse, avec ses maisons aux couleurs pastel autour de sa plage de galets, s'est préservé et est resté inchangé ce qui en fait un lieu touristique bien connu de la ville. Les touristes sont attirés par le quartier aussi parce que, en plus d'être touristique, il est habité par une communauté vivante et active où quelques pêcheurs continuent à faire leur travail traditionnel. Aujourd'hui, à côté de la baie, il y a des glaciers, des restaurants, des boulangeries, des bars et des galeries d'art,.
Boccadasse se caractérise également par son église Saint-Antoine-de-Padoue. L'église fait face à l'est au Corso Italia et à l'ouest la place panoramique dédiée au poète génois Edoardo Firpo. De la place, il est possible de voir la vue typique du village avec en arrière-plan le côté oriental de la ville métropolitaine de Gênes et le promontoire de Portofino.

## Origine du nom
Même si l'origine du nom est incertaine, plusieurs sont l'hypothèse sur son origine. Selon l'une des hypothèses les plus fiables, le nom vient de la forme de la baie sur laquelle se trouve Boccadasse, ainsi le nom devrait être l'abréviation du génois pour « gueule d'âne », bócca d'âze. Une autre théorie affirme que le nom dérive du ruisseau qui coulait (où se trouve maintenant Via Boccadasse) à travers le village, l'Asse, donc le nom devrait signifier « débouché de l'Asse ». Une autre théorie populaire est que l'étymologie du nom dérive de Guglielmo Boccadassino, l'un des principaux propriétaires médiévaux de bâtiments de la région,.

## Histoire
Selon une vieille légende, le village a été fondé vers l'an 1000 par des pêcheurs espagnols qui, au milieu d'une tempête, se sont abrités dans la baie. Du nom du capitaine (De Odero ou Donderos), aurait dérivé le patronyme italien Dodero, encore aujourd'hui courant dans la région,.
Le village de Boccadasse, qui fait maintenant partie du quartier d'Albaro, appartenait autrefois au territoire géré par San Francesco d'Albaro dont il dépendait administrativement. Jusqu'au XIXe siècle, San Francesco d'Albaro était une commune rurale et Boccadasse était l'un de ses rattachements périphériques, caractérisé par son débouché sur la mer.
Avec le décret royal du 26 octobre 1873, Boccadasse a fait partie des six communes rattachées à la municipalité de Gênes, les autres étant San Martino d'Albaro, Foce, Marassi, Staglieno et San Fruttuoso.
L'expansion immobilière du XXe siècle a modifié l'aspect de la zone autour de la baie, en en faisant un quartier résidentiel, mais, grâce à sa situation périphérique, le village a conservé sa structure urbaine d'origine.

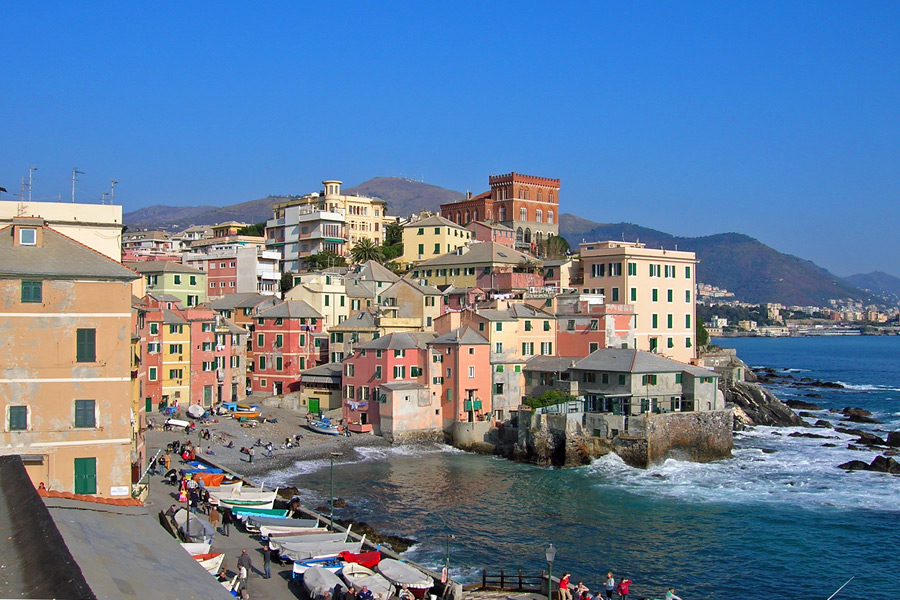
Boccadasse.

## Villas et châteaux
- Château Türcke : Château de style médiéval, merlato alla guelfa, conçu par l'architecte italien Gino Coppedè en 1903. Le château a été construit dans le style florentin (1400), en fait, il présente des similitudes avec le Palazzo Vecchio de Florence[6]. Il est situé Via a Capo Santa Chiara et on y accède par un pont-levis.
- Villa Montebruno : Villa ayant appartenu à plusieurs familles dont les Caviglia, les Perosio (qui l'ont restaurée) et les Leupold, membres du Conseil allemand. Elle est située en face de la place de Capo Santa Chiara.

## Particularités

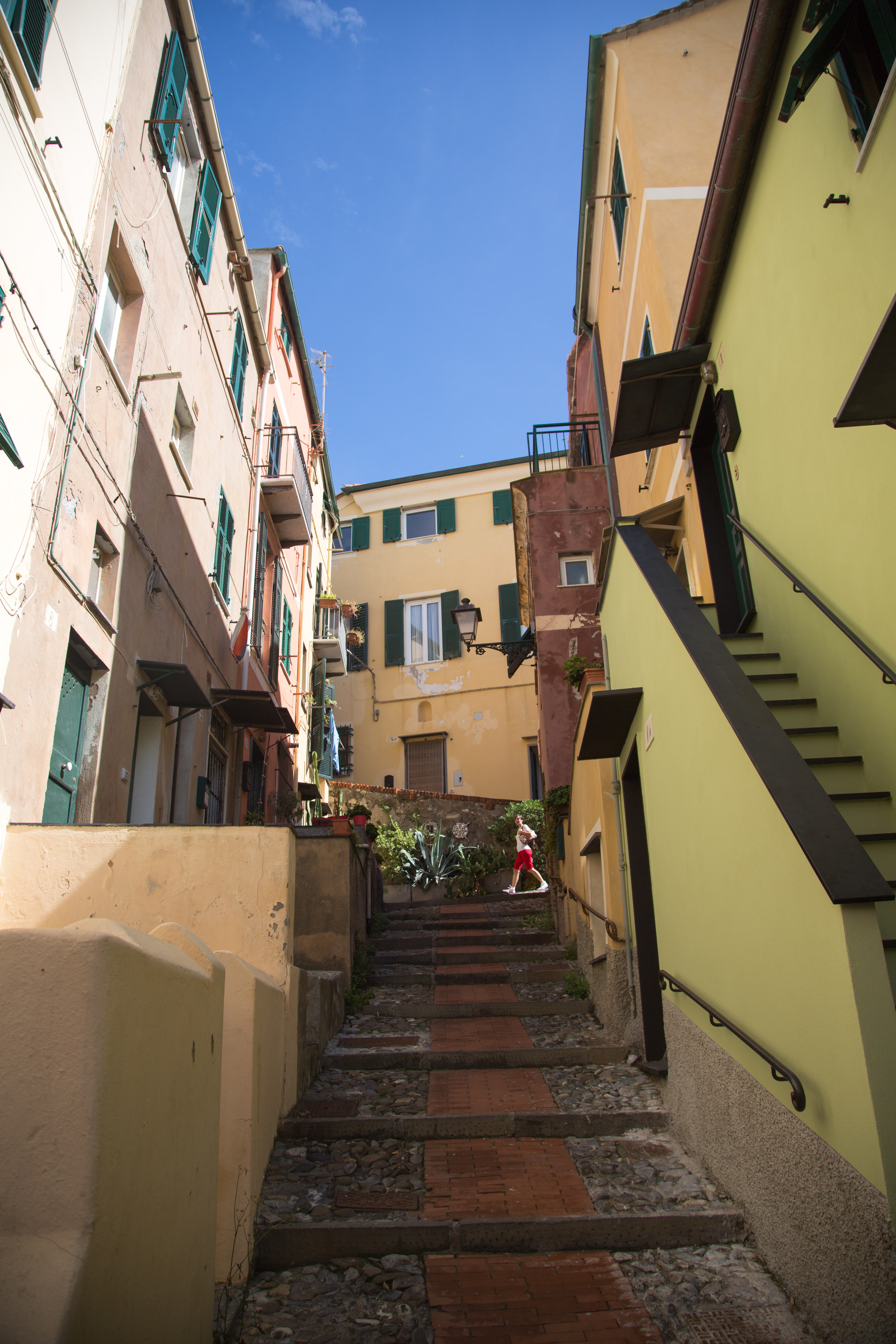
Une des Crêuza génoises typiques de la Boccadasse.

La baie est également caractérisée par un drapeau du club du Genoa sur un rocher dans la baie. La ville de Gênes accueille deux principales équipes de football, le Genoa et la Sampdoria. Genoa, la plus ancienne équipe de l'histoire italienne, est profondément liée à l'ancien village de marins et le drapeau montre cette connexion. Depuis les années 1970, le Genoa Club Patiti Rossoblù de Boccadasse a institué un prix nommé Scoglio d'Oro. Le prix est décerné par tous les fan clubs au meilleur joueur de l'équipe de l'année. Le jour de la cérémonie, faite à Boccadasse, de nombreux drapeaux du club sont déployés.

## Culture

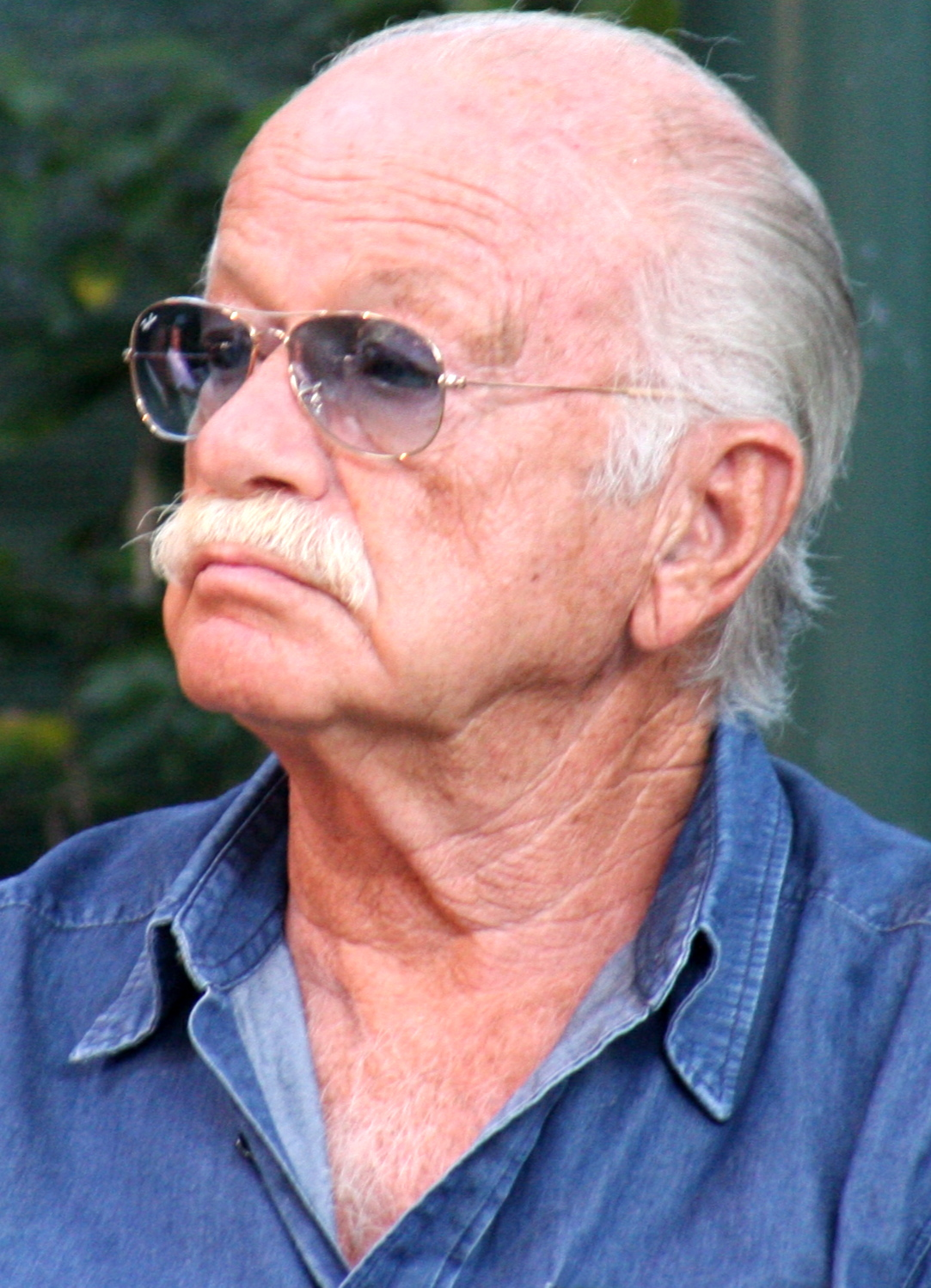
Gino Paoli.

L'auteur-compositeur italien Gino Paoli qui vivait à Boccadasse, dans la Salita Santa Chiara, s'est souvenu du vieux village dans la chanson La Gatta (sans mentionner explicitement le nom). Il a également écrit et chanté une chanson anonyme (nommée, en effet, Boccadasse) qui fait partie de l'album de 2004 Ti ricordi ? No non mi ricordo avec Ornella Vanoni.
Le poète italien Edoardo Firpo a dédié à Boccadasse un poème, nommé Boccadâze, dans lequel il décrit l'atmosphère du village. Les premiers vers sont écrits sur une plaque commémorative apposée sur le mur ouest de l'église Saint-Antoine sur la place panoramique dédiée au poète.
L'écrivain sicilien Andrea Camilleri, dans ses romans policiers sur le Commissaire Montalbano, imagine que Livia Burlando (la petite amie du protagoniste) vit à Boccadasse.
En 2016, Pro Loco Boccadasse a officiellement demandé son inscription sur la liste des sites du  Patrimoine mondial de l'UNESCO, mais la candidature a été rejetée. En 2018, le conseil municipal a officiellement présenté une nouvelle demande.

## Espaces naturels
Dans la zone proche de Boccadasse se trouve un site d'importance communautaire préservé, proposé par le Réseau Natura 2000 pour son importance naturelle et géologique. Le site est situé sur le fond marin de Sturla, Quarto dei Mille, Quinto al Mare et Nervi, où subsiste un habitat caractéristique formé par les herbiers de posidonia oceanica et des formations de récifs. Parmi les espèces animales, on trouve majoritairement des poissons : Hippocampus hippocampus, Labrus merula, Parablennius gattorugine, Parablennius tentacularis, Symphodus cinereus, Symphodus rostratus, Symphodus tinca.